# آندره دو لرد
آندره دو لُرد (فرانسوی: André de Lorde‎؛ ‏ ۱ ژانویهٔ ۱۸۷۱ – ۶ سپتامبر ۱۹۴۲) فیلم‌نامه‌نویس، کتابدار، نمایشنامه‌نویس و نویسنده اهل فرانسه بود.
از فیلم‌هایی که وی در آن‌ها نقش داشته است، می‌توان به خاطرات یک خدمتکار اشاره نمود.